# Barbara Żulińska
Barbara Żulińska CR (ur. 19 października 1881 we Lwowie, zm. 28 stycznia 1962 w Częstochowie) −  polska zmartwychwstanka, autorka broszur „O ideałach w wychowaniu” i „System wychowawczy Bogdana Jańskiego”. 
W 1913 r. została przyjęta do Zgromadzenia Sióstr Zmartwychwstanek.
W latach 1947–1952 współpracowała z tygodnikiem Niedziela, gdzie publikowała liczne artykuły dotyczące kwestii wychowania dzieci w wierze.
Patronka Gimnazjum Sióstr Zmartwychwstanek w Częstochowie.